# فرودگاه بین‌المللی سنگستر
فرودگاه بین‌المللی سنگستر (به انگلیسی: Sangster International Airport) یک فرودگاه همگانی مسافربری با کد یاتا MBJ است که یک باند فرود آسفالت دارد و طول باند آن ۲۶۵۳ متر است. این فرودگاه در شهر مونتگوبی کشور جامائیکا قرار دارد و در ارتفاع ۱ متری از سطح دریا واقع شده است.